# Puščino
Puščino (in russo Пущино?) è una città della Russia europea centrale, nell'oblast' di Mosca; sorge lungo il fiume Oka, 119 km a sud della capitale.

## Storia
Il villaggio è attestato già nel XVI secolo; nel 1956 iniziò la costruzione di una cittadella della scienza, mentre nel 1966 venne concesso lo status di città.

## Economia
Puščino è sede del Centro russo per l'innovazione biotecnologica (in russo российский инновационный биотехнологический центр?, Rossijskij Innovacionnyj Biotechnologičeskij Centr); nei pressi della cittadina, inoltre, sull'opposta sponda del fiume Oka, si trova la riserva naturale Prioksko-Terrasnyj.

## Società

### Evoluzione demografica
Fonte: mojgorod.ru
- 1959: 1.100
- 1979: 16.500
- 1989: 19.500
- 2002: 19.964
- 2007: 20.000